# Boissy-la-Rivière
Boissy-la-Rivière är en kommun i departementet Essonne i regionen Île-de-France i norra Frankrike. Kommunen ligger i kantonen Méréville som tillhör arrondissementet Étampes. År 2022 hade Boissy-la-Rivière 533 invånare.

## Befolkningsutveckling
Antalet invånare i kommunen Boissy-la-Rivière
| Referens: INSEE |